# Scorn (Band)
Scorn ist eine britische Post-Industrial-Band mit Einflüssen des Dub, Ambient und Downbeat.

## Geschichte
Mick Harris, von 1987 bis 1991 Schlagzeuger der britischen Grindcore-Band Napalm Death war schon während seiner Zeit bei dieser Band vielseitig musikalisch interessiert. Nach seinem Ausscheiden bei Napalm Death gründete er mit Nicholas Bullen und Justin Broadrick – beide Gründungsmitglieder von Napalm Death – das Projekt Scorn. Broadrick verließ die Band nach dem ersten Album Vae Solis, Bullen nach dem 1995er Album Gyral. Seitdem zeichnet Harris für sämtliche Musik und Texte sowie alle Arrangements verantwortlich. Er produziert die Musik in seinem Heimstudio in Birmingham, das er The Box nennt.
Nach Problemen mit Earache Records veröffentlichte Harris 1995 bis 1997 seine Alben unter dem eigenen Label Scorn Records, wobei Earache nach wie vor als Distributor fungierte. 1997 unterzeichnete Harris einen Vertrag beim belgischen Plattenlabel KK Records. Er fühlte sich jedoch nicht ausreichend unterstützt, sodass es zum Streit kam. Deshalb dachte Harris kurzzeitig daran, die vertraglich vorgesehenen zwei Alben für KK Records nicht mehr aufzunehmen und das Projekt zu beenden. Trotzdem wurden Zander und Whine 1997 auf KK Records veröffentlicht, beide Alben erschienen im gleichen Jahr noch einmal bei Invisible Records. In der Folge veröffentlichte er seine Alben beim deutschen Label Hymen Records und beim polnischen Label Vivo Records. Derzeit ist er bei Combat Records unter Vertrag.
Die Band spielte zwei Mal bei den Peel Sessions, am 20. September 1992 und am 10. Juli 1994. Beide Sessions wurden jedoch nie offiziell veröffentlicht.
Wenngleich Scorn ab 1995 nur aus Mick Harris bestand, war die Band regelmäßig auf Tournee. Im November 2011 gab Harris bekannt, dass das Projekt beendet sei und dass er eine Pause machen und an neuen Ideen arbeiten wolle.
Am 17. Januar 2019 gab das Label Ohm Resistance bekannt, dass Scorn zurück sei und Anfang 2019 eine EP mit einem Album Ende 2019 veröffentlichen werde. Die EP mit vier neuen Tracks, genannt „Feather“, wurde am 7. Juni veröffentlicht. Das Album in voller Länge, Cafe Mor, wurde am 15. November 2019 veröffentlicht. Im Juni 2021 erschien ebenfalls bei Ohm Resistance das Studioalbum The Only Place.

## Stil
Anfänglich war die Musik eine Synthese aus Elementen des Heavy Metal, Ambient, Dub und Industrial mit einer düsteren Grundstimmung. Der Fokus lag dabei auf sehr tiefen und lauten Bassfrequenzen. Das erste Album Vae Solis gilt als Beispiel für die gelungene Symbiose von Industrial und Downbeat, nicht zuletzt wegen der musikalischen Herkunft von Broadrick, der zeitgleich Gitarrist bei Godflesh war. Nick Bullen schrieb sämtliche Texte für das Album in sein Notizbuch, das er stets bei sich trug, um seine Ideen niederzuschreiben.
Mit dem Weggang von Nick Bullen wandte sich Harris vollständig von allen nicht-elektronischen Elementen ab, zudem entwickelte er den Stil zunächst in Richtung Ambient weiter. Der Dub-Sound wurde noch düsterer und schwerer, die Musik dieser Phase wird z. B. als „hypnotisch, in tiefe Frequenzen eingeschnürt“ beschrieben. Dem 2000 aufgenommenen Greetings from Birmingham wird ein gewisser Einfluss auf das spätere Genre Dubstep nachgesagt.
Die Musik der Band wird zuweilen als Industrial Hip-Hop oder elektronischer Dub bezeichnet. Musikjournalisten kreierten daneben den Begriff Isolationismus, den Harris jedoch stets ablehnte.

## Diskografie

### Alben
- Vae Solis, Earache Records 1992
- Deliverance, Earache Records 1992
- White Irises Blind, Earache Records 1993
- Evanescene, Earache Records 1994
- Colossus, Earache Records 1994
- Ellipsis, Earache Records 1995
- Gyral, Earache Records 1995
- Logghi Barogghi, Earache Records 1996
- Zander, Invisible 1997
- Whine, Invisible 1997
- Anamnesis: Rarities 1994–1998, Invisible 1999
- Greetings from Birmingham, Hymen 2000
- Plan B, Hymen 2002
- List of Takers, Vivo Records 2004
- Stealth, Ad Noiseam 2008
- Refuse; Start Fires, OHM Resistance 2010
- Cafe Mor, Ohm Resistance 2019
- The Only Place, Ohm Resistance 2021

### EPs
- Lament, Dying Earth Europe/Aquese 1993
- Silver Rain Fell, Earache Records 1994
- Leave It Out, Possible Records 1996
- Governor, Hymen Records 2002
- Whistle For It, ÜNE Records 2007
- Super Mantis Part I, Combat 2008
- In the Margins, Record Label Records 2009
- Gravel Bed, Combat 2009

### Singles
- Lick Forever Dog, Combat 1992
- Stairway, Earache Records 1995
- Leave It Out, Possible 1996
- Deliverance, Earache 1997
- Imaginaria Award, Hymen 2007